# Peter II. Pienzenauer

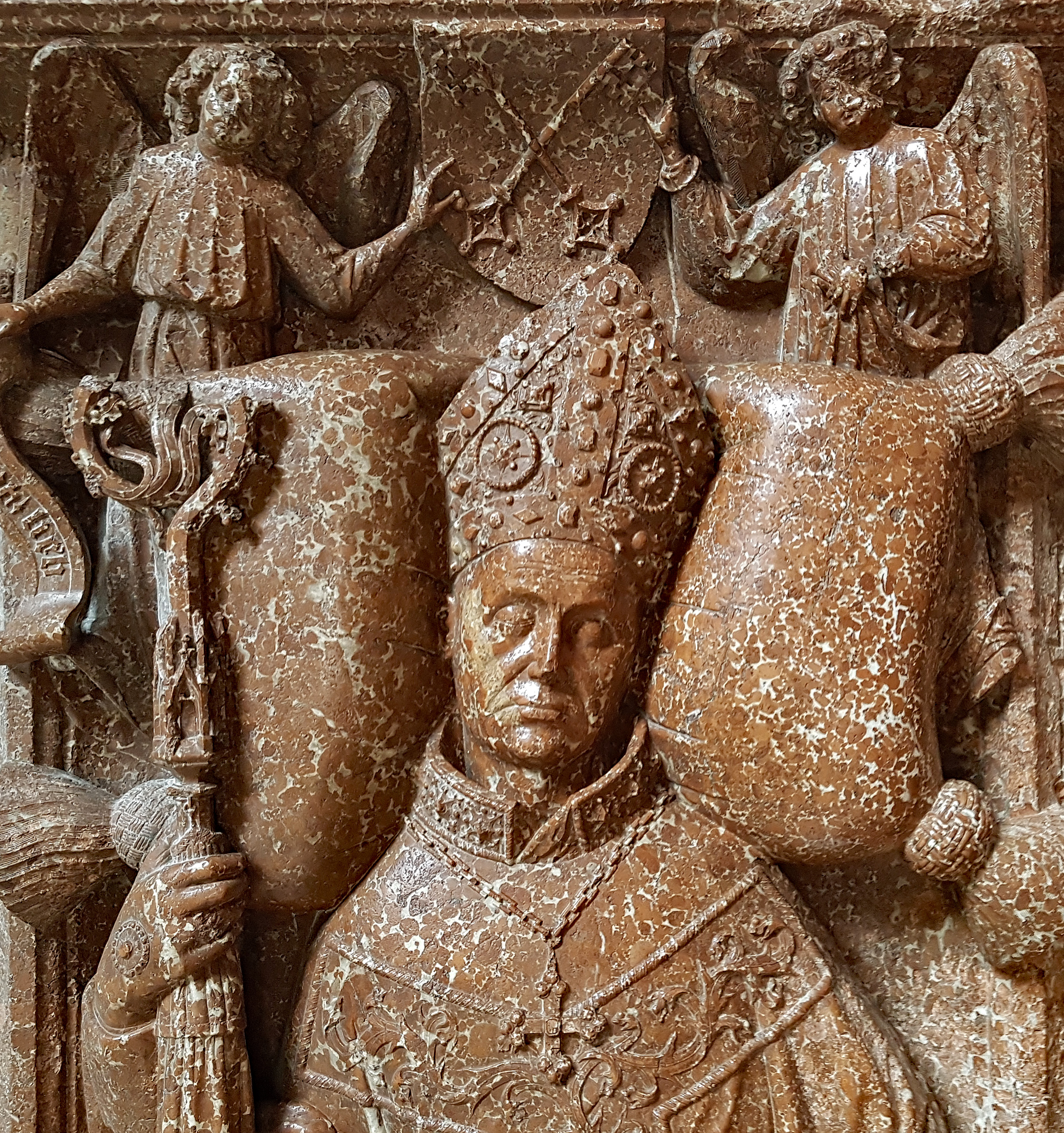
Epitaph Bildausschnitt

Peter Pienzenauer († 4. März 1432) war Domherr von Freising und Augsburg und als Peter II.  von 1404 bis 1432 Reichsprälat und Propst des Klosterstifts Berchtesgaden.

## Wirken
Pienzenauers Amtsantritt als Berchtesgadener Stiftspropst bedeutete zugleich das Ende der seit 1393 währenden Inkorporation des Klosterstifts Berchtesgaden in das Fürsterzbistum Salzburg. Diese wollte Papst Bonifatius IX. bereits 1403 mit einer Bulle rückgängig machen, widerrief aber noch im selben Jahr nach Gegenvorstellungen des Salzburger Erzbischofs Gregor Schenk von Osterwitz diese Bulle wieder. Doch nachdem Ludwig, der Sohn des bayerischen Herzogs Stephan III., erneut intervenierte und sich den Bayern auch Österreich und die Mehrzahl der Kardinäle in Rom anschlossen, wurde am 24. Februar 1404 die Selbständigkeit der Propstei Berchtesgaden wiederhergestellt und der den Herzogsohn begleitende Domherr von Freising Peter Pienzenauer zum neuen Stiftspropst ernannt.
Der zuletzt als Regent Berchtesgadens amtierende Salzburger Erzbischof Eberhard III. von Neuhaus klagte zwar seinerseits dagegen in Rom, um 1409 in einer gütlichen Übereinkunft Pienzenauer dann doch als selbständigen Stiftspropst anzuerkennen. Allerdings sollte dessen Souveränität Grenzen unterworfen sein: So hatte Pienzenauer „dem Erzbischof von Salzburg gehorsam und gewärtig zu sein“ und durfte „ohne dessen Rat und Willen keine Güter, Kleinodien oder Bücher, die zum Gotteshaus Berchtesgaden gehörten“ veräußern. Zudem sollte bis zur Tilgung seiner hohen Schulden im Gegenwert von 44.000 Golddukaten das zur Propstei gehörende Schellenberg samt Saline an das Fürsterzbistum verpfändet bleiben. Trotz dieser Einschränkungen gelangen Pienzenauer erste Schritte zum Wiederaufstieg des Klosterstifts.
Peter Pienzenauer ist 1432 gestorben und fand seine letzte Ruhestätte unter einer steinernen Grabplatte in der Stiftskirche in Berchtesgaden. Diese Grabplatte zeigt sein Wappen sowie das des späteren Propsts Bernhard II. Leoprechtinger († 11. Juli 1473) und verdeckte bis 1965 unsichtbar unter dem bei Renovierungsarbeiten verschobenen Chorgestühl die eigentliche Grabkammer beider Pröpste. Zum Abschluss der Renovierungsarbeiten wurde u. a. der Wappenstein aus dem Boden herausgenommen und zu seinem Schutz neben der Fundstelle nunmehr aufrecht in die Wand eingelassen. Darüber hinaus machte man beim Herausnehmen des Wappensteins auch noch einige nicht genau zuordenbare Grabfunde, wie eine hölzerne Krümme aus dem 14. Jahrhundert, ein Paar goldbestickte Pontifikalschuhe sowie Reste eines goldbroschierten Seidenstoffs aus dem 12. Jahrhundert, die seither im Museum Schloss Adelsheim ausgestellt werden.
Pienzenauers unweit links von dem Wappenstein an der Eingangsfront platziertes, liegendes Epitaph aus rotem, stark weiß gesprenkeltem Marmor (Scheckmarmor) zeigt ihn als Halbrelief im Bischofsornat, in den Händen das Pedum und das Messbuch. Über seinem Kopf halten zwei Engel ein Spruchband mit der Inschrift „hab got lieb“.

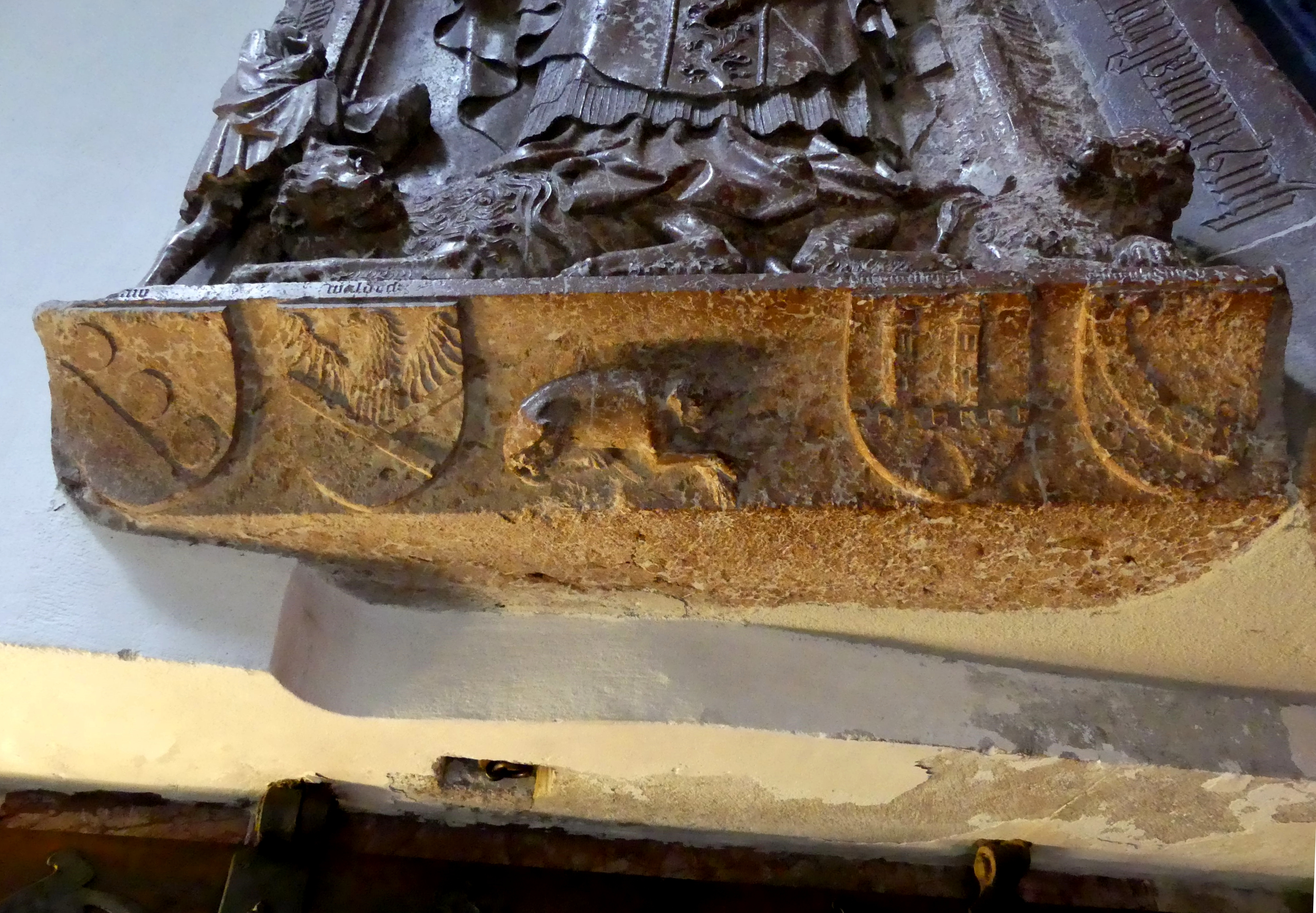
Wappenleiste am Fuße des Grabmals von Propst Peter Pienzenauer
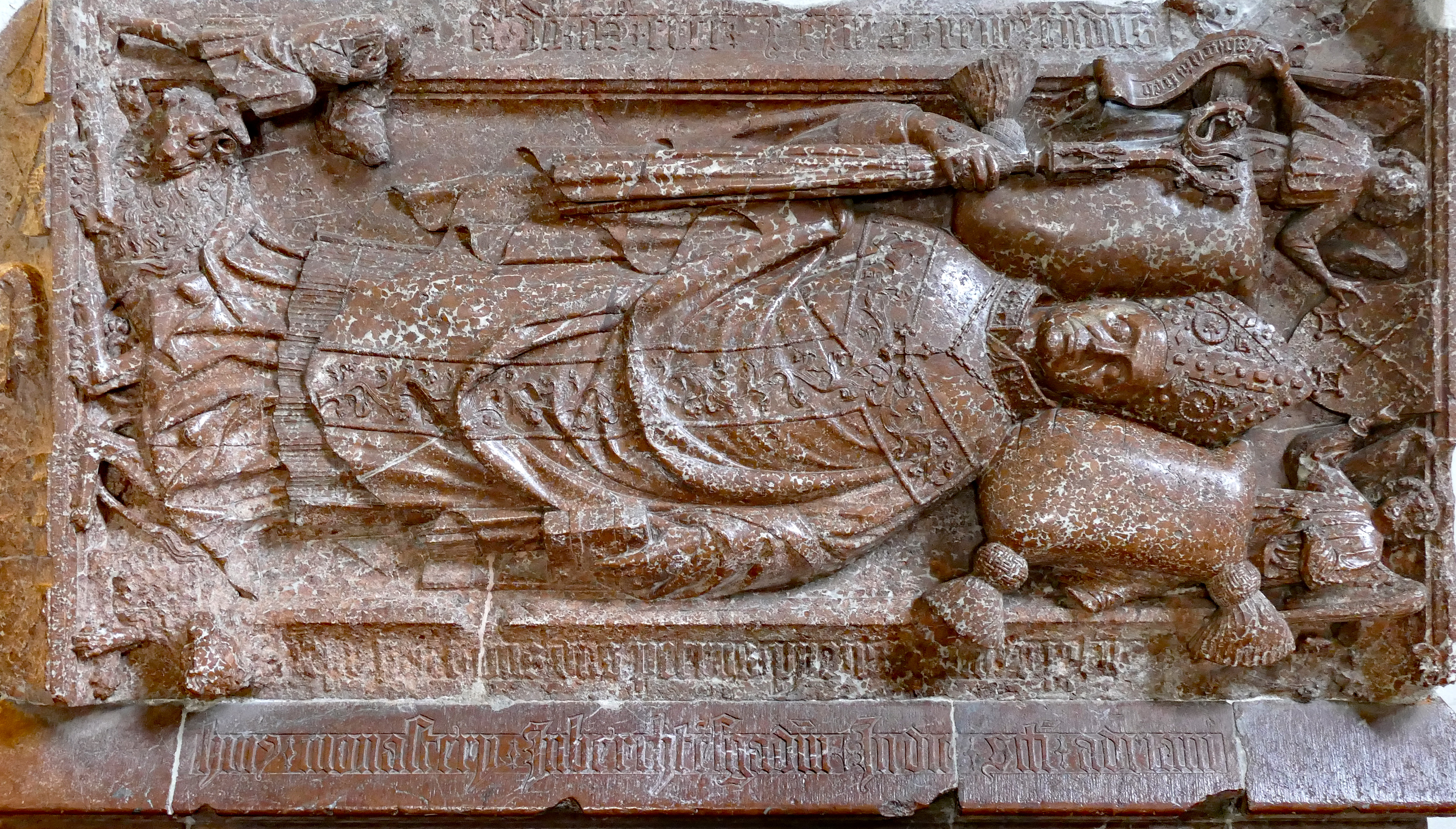
Epitaph für Propst Peter Pienzenauer in der Stiftskirche Berchtesgaden
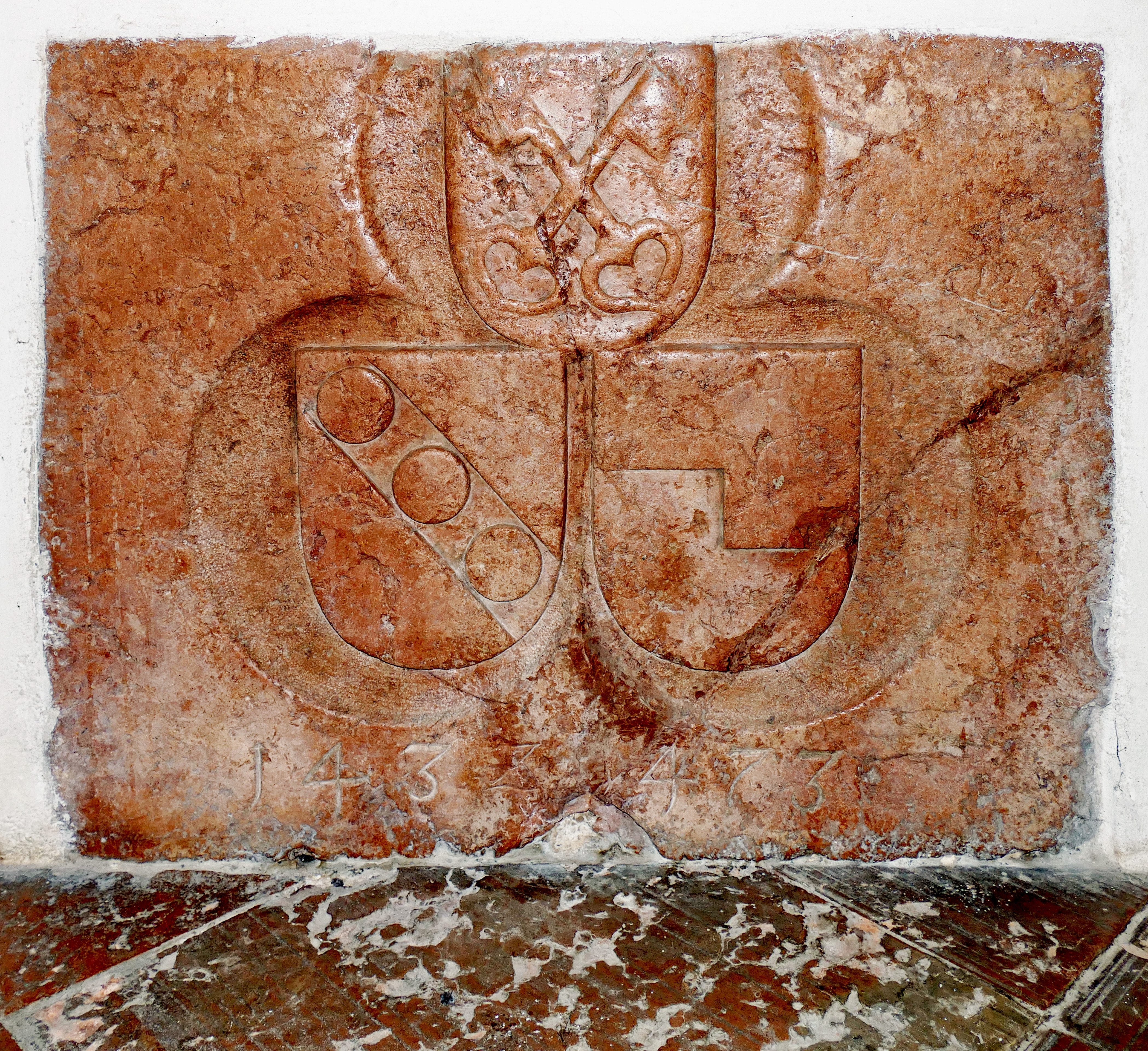
Wappentafel der Gruft von Peter Pienzenauer und Stiftspropst Bernhard II. Leoprechtinger († 1473)

## Trivia
Pienzenauer ist Teil der Handlung des 1914 erschienenen historischen Romans Der Ochsenkrieg – Roman aus dem 15. Jahrhundert von Ludwig Ganghofer, wiewohl in Wahrheit weder Pienzenauer noch das Klosterstift direkt vom historischen Ochsenkrieg 1421–1422 zwischen der Grafschaft Haag unter Georg III. und dem Herzogtum Bayern-Landshut unter Heinrich XVI. betroffen gewesen sein dürften.